# Molecular Biology of the Cell
Molecular Biology of the Cell (ook MBoC) is een internationaal, aan collegiale toetsing onderworpen wetenschappelijk tijdschrift op het gebied van de celbiologie. De naam wordt in literatuurverwijzingen meestal afgekort tot Mol. Biol. Cell. Het wordt uitgegeven door de American Society for Cell Biology en verschijnt tweewekelijks.